# 101 Dalmatians (franquia)
101 Dalmatians (no Brasil como 101 Dálmatas) é uma franquia que composta por filmes, televisão e outras mídias, tudo começou em 1961 com o lançamento do longa-metragem de animação tradicional One Hundred and One Dalmatians, e várias adaptações produzidas pela The Walt Disney Company foram lançadas ao longo dos anos.

## Origem
Uma dupla de livros infantis, escrita por Dodie Smith, foi o material-fonte do filme original. A partir dessas histórias, The Walt Disney Company desenvolveu e expandiu a franquia para outras mídias.
- The Hundred and One Dalmatians: O primeiro livro da série, legendado ou Great Dog Robbery, foi lançado em 1956. O enredo gira em torno do cochilo de cães da família titular de filhotes.
- The Starlight Barking: O segundo livro da série, foi lançado em 1967. A sequela / continuação do original, embora não tenha sido usada como material de origem para nenhuma mídia da franquia da Disney. O conceito da cadeia de latidos, no entanto, apareceu em vários filmes.

## Filmes
One Hundred and One Dalmatians (1961)
Um filme de comédia-drama e aventura de aventura americana de 1961, produzido por Walt Disney, baseado no romance de Dodie Smith. O 17º longa-metragem de animação da Disney, foi lançado originalmente nos cinemas em 25 de janeiro de 1961 pela Buena Vista Distribution.
O dálmata chamado Pongo está cansado de sua vida de solteirão. Ele descobre um potencial interesse amoroso, Perdita, e manobra seu mestre chamado Roger, para conhecer a dona de Perdita, Anita. Os proprietários se apaixonam e se casam, permitindo que Pongo e Perdita também fiquem juntos. Depois que Perdita dá à luz uma ninhada de 15 filhotes, a velha amiga da escola de Anita, Cruella De Vil, quer comprar todos eles. Roger recusa sua oferta, então Cruella contrata os irmãos criminosos Badun para roubá-los, para que ela possa transformá-los em um casaco de pele.
101 Dalmatians II: Patch's London Adventure (2003)
Um filme de aventura e comédia musical americano de aventura e animação em 2003, produzido diretamente pela Disney Television Animation e lançado pela Walt Disney Home Entertainment em 21 de janeiro de 2003. O filme é a continuação do filme de animação da Disney de 1961, 101 Dálmatas.
A trama envolve um filhote de cachorro que deve ser resgatado de seus 100 irmãos, depois que o vilão Cruella os identifica mais uma vez.

### Live-Action
101 Dalmatians (1996)
O filme americano de live-action do gênero comédia e família, escrita e produzida por John Hughes e dirigido por Stephen Herek. É a segunda adaptação do romance de Dodie Smith, de 1956, The Hundred and One Dalmatians, produzido pela Walt Disney Pictures, após o filme de comédia de aventura e animação de 1961 com o mesmo nome. O filme é estrelado por Glenn Close como a icônica vilã Cruella de Vil , e Jeff Daniels como Roger, o dono dos 101 dálmatas.
A estilista Anita e o escritor de jogos de computador Roger se conhecem, se apaixonam e se casam com seus dálmatas Perdita e Pongo. Os filhotes dos cães são sequestrados pela chefe de Anita, Cruella De Vil, que está roubando jovens dálmatas para fazer o casaco em que ela colocou seu coração. Pongo e Perdita partiram para encontrar e resgatar todos os noventa e nove filhotes de seus captores.
102 Dalmatians (2000)
O filme britânico-americano de live-action, do gênero comédia e família, dirigido por Kevin Lima em sua estréia na direção e produzido pela Walt Disney Pictures. É a sequência do filme de 101 Dálmatas, de 1996, e estrelado por Glenn Close, reprisando seu papel como Cruella de Vil, enquanto ela tenta roubar filhotes para o seu "maior" casaco de pele de todos os tempos. Entre os filhotes que ela planeja usar estão os filhos de Dipstick, filho de Pongo e Perdita. Glenn Close e Tim McInnerny foram os únicos atores do primeiro filme a voltar para a sequência.
Neste novo conto de comédia ambientado três anos após o primeiro filme, Cruella De Vil é libertada da prisão por bom comportamento, jurando que nunca mais terá nada a ver com peles. Ela, no entanto, não pode cumprir essa promessa e logo está planejando outro esquema "ocioso" para conseguir seu último casaco dálmata.
Cruella (2021)
Em setembro de 2013, foi anunciado que um filme de prequela, centrado em Cruella de Vil intitulado Cruella estava em desenvolvimento. Andrew Gunn e Glenn Close assinaram contrato como produtor e produtor executivo, respectivamente. A roteirista Aline Brosh McKenna, mais conhecida por escrever The Devil Wears Prada, deveria escrever para a Disney.
Em 6 de janeiro de 2016, o The Hollywood Reporter anunciou que Kelly Marcel, que escreveu o roteiro de Saving Mr. Banks e Fifty Shades of Grey, escreverá o filme. Em 25 de abril de 2016, foi confirmado que Emma Stone aceitou o papel titular Em 14 de dezembro de 2016, foi anunciado que Marc Platt também produzirá o filme enquanto Alex Timbers está em negociações para dirigi-lo, o que será uma história de origem ambientada na década de 1980. Em dezembro de 2018, foi anunciado que Timbers não estará mais dirigindo o filme Cruella de Vil de ação ao vivo devido a conflitos de agendamento e será substituído por I, Tonya dirigido por Clarig Gillespie, Em maio e julho de 2019, Emma Thompson e Paul Walter Hauser teriam se juntado ao filme em papéis não revelados. filme estava programado para ser lançado em 23 de dezembro de 2020, mas depois foi adiado para 28 de maio de 2021.
| Filme                   | Data de lançamento     | Diretor(es)                                             | Roteirista(s)                                                                           | Produtor(es)                           |
| Animação                | Animação               | Animação                                                | Animação                                                                                | Animação                               |
| ----------------------- | ---------------------- | ------------------------------------------------------- | --------------------------------------------------------------------------------------- | -------------------------------------- |
| 101 Dálmatas            | 25 de janeiro de 1961  | Clyde Geronimi, Hamilton S. Luske e Wolfgang Reitherman | Bill Peet                                                                               | Walt Disney                            |
| 101 Dálmatas 2          | 21 de janeiro de 2003  | Brian Smith e Jim Kammerud                              | Dan Root, Brian Smith, Jim Kammerud, Temple Mathews, Michael Lucker e Garrett K. Schiff | Leslie Hough e Carolyn Bates           |
| Longa-metragem          |                        |                                                         |                                                                                         |                                        |
| 101 Dálmatas            | 27 de novembro de 1996 | Stephen Herek                                           | John Hughes                                                                             | John Hughes e Ricardo Mestres          |
| 102 Dálmatas            | 22 de novembro de 2000 | Kevin Lima                                              | Noni White, Brian Regan, Bob Tzudiker e Kristen Buckley                                 | Edward S. Feldman                      |
| Cruella                 | 28 de maio de 2021     | Craig Gillespie                                         | Dana Fox, Kelly Marcel, Steve Zissis, Tony McNamara e Aline Brosh McKenna               | Marc Platt, Andrew Gunn e Kristin Burr |
| Untitled Cruella sequel | TBA                    | Craig Gillespie                                         | Tony McNamara                                                                           | TBA                                    |

## Televisão
101 Dalmatians: The Series (1997-1998)
Uma série de televisão de animação americana produzida pela Walt Disney Television Animation em associação com a Jumbo Pictures, de 1997 a 1998. É baseado em uma combinação do filme de animação original de 1961 e de seu remake de 1996 ao vivo. A série como um todo, acompanha as aventuras dos inúmeros filhotes da franquia Disney. Três filhotes em particular, Lucky, Rolly e Cadpig, são o foco principal do show, juntamente com seu amigo Spot, uma galinha que quer ser um cachorro.
101 Dalmatian Street (2019-2020)
Uma série de televisão e websérie animada canadense-britânica, ambientada em Londres do século XXI, que segue as aventuras de Dylan e sua meia-irmã Dolly. Dylan é um descendente de Pongo e Perdita, que protege e cuida de seus 97 irmãos mais novos. Após a primeira exibição em 2018, a série estreou oficialmente em março de 2019.
Filme de Televisão
Um filme musical americano de ação ao vivo do Disney Channel de 2015, que mostra a vida das crianças de vários heróis e vilões da Disney, enquanto frequentam a mesma escola. A trama do filme envolve Ben, o filho adolescente de King Beast e Queen Belle, que convida os filhos exilados de vilões derrotados a frequentar uma escola preparatória com os filhos dos heróis; entre eles está Carlos, filho de Cruella de Vil.